# Won in the Stretch
Pour plus de détails, voir Fiche technique et Distribution.
Won in the Stretch est un film muet américain réalisé par Burton L. King, sorti en 1917.

## Fiche technique
- Titre : Won in the Stretch
- Réalisation : Burton L. King
- Scénario : Burton L. King
- Producteur : William Selig
- Société de production : Selig Polyscope Company
- Sociétés de distribution : General Film Company (États-Unis)
- Pays de production :  États-Unis
- Langue : Anglais
- Métrage : 300 m
- Format : Noir et blanc — 35 mm — 1,33:1 — Muet
- Genre : Film dramatique, Film d'action
- Durée : 10 minutes
- Date de sortie : 
  - États-Unis : juin 1917

## Distribution
- Ed Brady : George Hughes
- Louella Maxam : Mary Hughes
- Robyn Adair : Harry Cook
- Marvin G. Cox : Jimmy Abbott